# 川原亜矢子
川原 亜矢子（かわはら あやこ、1971年4月5日 - ）は、日本のファッションモデル、女優、ナレーター、エッセイスト、ニュースキャスター。大阪府東大阪市出身。1990年代にフランスに渡り、日本人モデルとしてシャネルなどの有名デザイナーコレクションにレギュラー出演し活躍した。女優としても1989年にデビューし、帰国後は本格的に活動している。

## 来歴・人物
スカウトされ、1987年頃から、婦人画報社（現ハースト婦人画報社）の月刊誌「mc sister」の専属モデルとしてデビュー。
1989年公開の映画『キッチン』（よしもとばなな原作）に主演。その後、東京でモデルとして活動をしていた。
1991年に渡仏、パリの有名モデルエージェンシーKarin Models（カリンモデル）に所属。シャネルやクリスチャン・ラクロア、イヴ・サンローラン他、有名デザイナーコレクションに出演する。日本人では初めて海外コレクションでレギュラー・モデルを7年以上務めた。
当時は、日本人唯一のスーパーモデルとして度々日本のメディアに取り上げられ、TOKYO Collectionの際は、海外からの招待モデルとして扱われた。
1998年に帰国後、本格的に女優業も開始。モデルとしても活躍を続けている。
ロレアルの世界広告のスポークスパーソンでもある。ロレアルの世界CMでは、ビヨンセ、ミラ・ジョボビッチと3人でCM出演している。
愛犬家としての面も広く知られている。コマーシャルや雑誌等で度々共演しているゴールデン・レトリバーは自身の愛犬で、名前は「ソレイユ」（フランス語で太陽。2010年11月30日、悪性リンパ腫のため、13歳で永眠）。CMなどで人気だったフレンチ・ブルドッグの「ヨジンサ」を飼っていた（2020年7月14日、14歳で永眠）。現在はフレンチ・ブルドッグの「ヨジンヨ」と過ごしている。
2001年にプロ野球開幕戦の始球式（東京ドームでの巨人・阪神戦）を務めた際には、マウンドより少々キャッチャーに近い位置からではあったものの、ど真中に見事なストライクを投じて見せた。
左利きである。過去に日本テレビで放送中の『NEWS ZERO』でニュースキャスターを務めたことがあるほか、九条の会の賛同者に名を連ねている。バラエティ番組への出演時や、花王「エコナクッキングオイル」のCMなどで大阪弁を時折話すなどの一面を持つ。
英語、フランス語が堪能。ドラマやバラエティ番組では綺麗な発音の会話を披露している。
2013年より個人事務所Polar Bearを設立。
2021年、モデル時代に痛めた膝関節を再生医療で克服したと自身のインスタグラムで公表。
2024年9月より個人デザインのブランド「AYA」をスタート。日本人の工芸作家を支援している。
現在もプライベート生活を大切にしながら、仕事を行っている。

## 主な活動

### 映画
- キッチン（1989年）
- プレタポルテ（1994年）
- BEAT（1998年）
- ダブルス（2001年）
- ターン（2001年）
- 旋風の用心棒（2003）
- マナに抱かれて（2003年）
- 鉄人28号（2005年、松竹）
- 7月24日通りのクリスマス（2006年、東宝） - 安藤亜希子 役
- ひぐらしのなく頃に（2008年5月公開、ファントム・フィルム） - 鷹野三四 役
- イヴ・サンローラン（2011年）
- 全員、片想い サムシング・ブルー（2016年） - 希美の母 役
- 傷だらけの悪魔（2017年） - 葛西京子 役[3]

### テレビドラマ
- 金曜ドラマ『週末婚』（1999年、TBS系） - 宮脇理加子 役
- 東芝日曜劇場『ヤマダ一家の辛抱』（1999年、TBS系） - 山田雪絵 役
- お見合い結婚（2000年、フジテレビ系） - 羽田恭子 役
- 明日を抱きしめて（2000年、読売テレビ系） - 藤崎カオル 役
- ドラマ家族模様『マッチポイント!』（2000年、NHK総合） - 山田美佐子 役
- 金曜ナイトドラマ（テレビ朝日系）
  - 『嫉妬の香り』（2001年） - 政野早希 役
  - 『ツーハンマン』（2002年） - 立木結花 役
- 大河ドラマ『北条時宗』（2001年、NHK総合） - 近衛宰子 役
- 天才柳沢教授の生活（2002年、フジテレビ系） - 林田いつ子 役
- NHK夜の連続ドラマ『百年の恋』[4]（2003年、NHK総合） - 大林梨香子 役
- 連続テレビ小説『ファイト』（2005年3月 - 10月、NHK総合） - 駒田琴子 役
- ドラマコンプレックス『戦国自衛隊・関ヶ原の戦い』（2006年、日本テレビ系） - 伊庭薫 役
- 水曜ドラマ『CAとお呼びっ!』（2006年、日本テレビ系） - 市原美里 役
- 山村美紗サスペンスシリーズ金曜エンターテイメントにて主役 - 夏川美帆 役
- 水曜ミステリー9『鉄道警察官・清村公三郎』（テレビ東京）
  - 「鉄道警察!清村公三郎走る捜査線」（2005年9月25日）
  - 「人情列車殺人事件」（2008年4月23日） - 上原綾乃 役
- 月曜ゴールデン（TBS系）
  - 「税務調査官・窓際太郎の事件簿19」（2009年10月12日） - 桂木玲子 役
  - 「魔性の群像 刑事・森崎慎平3」（2015年11月9日） - 本原加奈子 役
- TOKYO コントロール（2011年、フジテレビ系） - 主演・鈴木真紀 役
- 金曜プレステージ（フジテレビ系）
  - 「警部補・元山純平～オルゴール連続殺人事件～」（2011年8月19日） - 友部祥子 役
- TOKYOエアポート〜東京空港管制保安部〜（2012年、フジテレビ系） - 鈴木真紀 役
- 地味にスゴイ! 校閲ガール・河野悦子（2016年、日本テレビ系） - フロイライン登紀子 役
- 土曜ドラマ（NHK総合）『 スニッファー 嗅覚捜査官』（2016年11月5日） - 長澤塔子 役
- NHK土曜時代劇『忠臣蔵の恋〜四十八人目の忠臣〜』第2部（2017年1月14日 - 2月25日、NHK総合） - 熙子 役

### 舞台
- 2002年5月5日 -
  - 6月7日 初舞台「おやすみの前に」出演。東京渋谷パルコ劇場・大阪・名古屋・広島・小倉で公演
- 2005年10月17日 -
  - 宇宙堂　第六回公演「風回廊（かぜかいろう）」に出演。演出：渡辺えり子 世田谷パブリックシアター
- 2009年3月3日 - 3月7日
  - 「渋谷アリス」演出：荻田浩一 Bunkamura シアターコクーン
- 2009年
  - TEAM NACS SOLO PROJECT「ライトフライト〜帰りたい奴ら」
- タクフェス第6弾 あいあい傘（2018年10月5日 - 12月9日、サンシャイン劇場 ほか） - 松岡玉枝 役

### その他番組
- NEWS ZERO（2006年10月 - 2007年9月、日本テレビ）木曜日レギュラー
- 歌謡チャリティーコンサート（2008年4月、NHK総合）司会
- Delicious Collection（ - 2008年9月、テレビ朝日）ナレーター
- こんなステキなにっぽんが（2009年8月、NHK BSP）旅人
- あさイチ（2010年4月1日 - 、NHK総合）旬旅10・旅人
- 川原亜矢子 世界遺産を行く（2010年4月3日）旅人
- よい国のニュース（2010年4月9日 - 2010年10月1日 BS日テレ）メインキャスター
- テレビ日経おとなのOFF（2013年10月7日 - 、BSジャパン）MC

### 受賞歴
- 1989年 日本アカデミー賞、ブルーリボン賞、毎日映画コンクール等 映画祭新人賞全7賞
- 1998年 プレスティージュ・パルファム賞（フランス香水協会選出）
- 2000年 第1回FECモデル・オブ・ザ・イヤー
- 第13回日本メガネベストドレッサー賞 特別賞
- 2001年 第18回ベストジーニスト2001 協議会選出部門
- 2002年 第13回ジュエリーベストドレッサー賞
- 2002年 ベストレザーニスト賞
- 2002年 アクアピースゴールデンハート賞
- 2003年 第2回ミズ・リリー賞
- 2004年 第2回トレンチコートアワード（アクアスキュータム）
- 2005年 第6回ベストフォーマリスト賞
- 2006年 第2回リプトンひらめきIST AWARD2006

### CD
- 1998年5月21日 「グレイの風の街」でビクターエンタテインメントよりCDデビュー
- 2004年5月21日 アルバム「SO NICE」（全12曲、ビクターエンタテインメント）
- 2005年2月21日 チャリティCD「青い地球（ほし）/青い空っていいな」（ブルーミングミュージック）

### ファッション雑誌
- Domani専属モデル（1998年4月号 - 2004年12月号）
- marisol専属モデル（2007年4月号 - 2009年3月号）

### 出版
- 1998年1月 - 小学館「Domani」ファッショングラビア<8p>連載、4月より表紙もスタート
- 1999年6月7日 小学館より、川原亜矢子のデジタル日誌「いつも心にソレイユを」
- 2001年4月25日 幻冬舎『シンプル・ビューティー』
- 2001年10月 - 2003年5月 月刊「Mテレパル」にてシネマコラム「ソファでソレイユと」連載スタート 2002年10月号より「テレパルf」へ連載移行
- 2002年2月22日 講談社、デビュー13年目の初写真集『favorite-フェイバリット-』
- 2003年2月14日 幻冬舎、クッキング・ブック『withーソレイユのシンプルレシピ』
- 2003年2月27日 小学館、Domani5年間の写真&本人エッセイ『AYAKO'S PHOTO Beauty』
- 2003年6月6日 講談社、監訳本『アルバムオードリー・ヘップバーン』
- 2004年7月30日 扶桑社、『ソレイユ・トラベル（＋トーモイ）』
- 2012年4月1日　宝島社、『GHERARDINI 2012 S/S Collection』
- 2020年9月1日-　小学館、『和樂』モデルとコラムを担当

### CM
- ロレアル・プロフェッショナル ライン（2012年4月 - ）
- マックスファクター
- アサヒ飲料・富士山のバナジウム天然水（2010年4月 - ）
- ロート製薬・メンソレータム セセラ
- PENTAX・optio - デジタルカメラ
- ネスレ・ネスティー アジアンティー
- サントリー・ごめんね。
- ダンロップ・デジタイヤ
- ロレアル・フェリア
- グンゼ・ボディーワイルド
- クレシア・クリネックスティッシュー
- ライオン・アクロンデイリーウォッシュ
- イトーヨーカドー
- ヴィークタワーOSAKA - 関西ローカル
- 学園城郭都市「ふじと台」（和歌山市）-関西ローカル
- マツダベリーサ
- 花王・エコナ
- 武田食品工業（現：ハウスウェルネスフーズ）・C1000タケダ（1990年）
- グラクソ・スミスクライン・コンシューマー・ヘルスケア・ジャパン「シュミテクト トゥルーホワイト」（2016年）[5]

### ラジオ
- 川原亜矢子のガイヤの休息（2004年3月 - 2005年1月、NHK-FM） - 自身初のラジオパーソナリティ番組
- 1999年10月 -
  - 2000年2月 FM東京 毎週土曜放送「川原亜矢子 あのときのシャッターチャンス」
- 2003年2月15日 NHK-FM FMシアター
  - 『納豆ウドン』桂田先生役
- 2004年2月 -
  - 2005年1月 fmosaka/TOKYOFM 「川原亜矢子 ガイア (G.A.I.A) の休息」
- 青春アドベンチャー（NHK-FM）
  - 『プリンセス・トヨトミ』（2009年11月23日～11月27日、11月30日～12月4日）- 旭 ゲーンズブール 役
  - 『エヴリシング・フロウズ』（2017年6月26日〜6月30日、7月3日〜7月7日）- ヒロシの母 役

### ゲーム
- トリックロジック（2010年） - 九条薫